# Науменко В'ячеслав Григорович
В'ячеслав Григорович Науменко (25 лютого 1883 — 30 жовтня 1979) — бойовий офіцер, учасник Першої світової і Громадянської війни в рядах Білих армій. Дійсний член Головного управління козацьких військ Імперського міністерства окупованих східних територій III Райху. З 1920 по 1958 рік — військовий отаман Кубанського козачого війська в Зарубіжжі, докладав всі свої сили для збереження козацтва в еміграції.

## Життєпис
- 25 лютого 1883 — народився у станиці Петровській Кубанської області. Українець.
- 1901 — закінчив Воронезький Михайлівський кадетський корпус

### Служба в Російській імператорській армії
- 18 жовтня 1902 — отримав перше унтер-офіцерське звання.
- 21 січня 1903 — портупей-юнкер (юнкер, що фактично виконує обов'язки офіцера).
- 1903 — закінчив Миколаївське кавалерійське училище за 1 розрядом, отримав звання хорунжого, відправлений на службу до 1-го Полтавського козацького полку Кубанського козацького війська.
- 18 вересня 1904 — на «відмінно» закінчив стажування з саперної підривної справи та переведений до 5-ї сотні на посаду молодшого офіцера.
- 8 березня — 11 травня 1905 перебував у відрядженні у 2-му Кавказькому саперному батальйоні, де вивчав телеграфну справу.
- З 24 серпня до 6 листопада 1905 відряджений до Саратова.
- 3 січня 1906 — призначений завідувачем нестройовими нижніми чинами.
- Жовтень-листопад 1906 — відряджений до Конвою імператорського намісника та Головнокомандувача на Кавказі графа Воронцова-Дашкова, якого супроводжував у його поїздках по Кавказу. Був премійований срібним келихом с дарчим написом «За бездоганну службу».
- З 15 грудня 1906 — начальник полкової учбової команди.
- 1 червня 1907 — отримав чин сотника.
- 10 вересня 1907 — призначений на посаду полкового ад'ютанта 1-го Полтавського козацького полку Кубанського козацького війська.
- 14 жовтня 1909 — переведений до кадру 2-го Полтавського полку.
- 25 жовтня 1909 — відряджений до військового штабу Кубанського козацького війська.
- 1909 — безрезультатна спроба вступу до Академії генерального штабу;
- 8 серпня 1910 — вдруге відряджений до Академії для іспитів.
- 5 жовтня 1910 — отримав чин підосавула, але до Академії не прийнятий за конкурсом.
- 20 жовтня 1910 — повернувся з відрядження до полку.
- 1914 — закінчив Миколаївську академію Генерального штабу за 1 розрядом та за відзнаки у науках нагороджений орденом Св. Станіслава 3 ступені, зарахований до Генерального штабу за місцем  служби — до штабу Кавказького військового округу.
- 22 липня 1914 — отримує призначення до 1-ї пільгової Кубанської дивізії (пізніше - 1-ша Кубанська козача дивізія (ЗСПР) на посаду старшого ад'ютанта штабу дивізії.

### Перша Світова війна
- 1 серпня 1914 — в штабі 1-ї Кубанської козацької дивізії, згодом — начальник штабу 4-ї Кубанської дивізії в чині військового старшини, потім - Начальник Польового штабу командувача козацькими військами;
- 30 серпня 1914 — поранений в ногу в бою під Стриєм (Галичина), але лишився в строю.
- 9 лютого 1917 — призначений офіцером для доручень при штабі 31-го армійського корпусу.
- 2 серпня 1917 — отримав звання підполковника.
- 14 серпня 1917 — призначений на посаду старшого ад'ютанта відділення генерал-квартирмейстера штабу Особливої армії.

### Кубань
- 28 жовтня 1917 — начальник Польового штабу військ Кубанської області[1]
- 22 лютого 1918 — склав ґрунтовну доповідь про оперативне положення, що складається на поточний момент. На підставі цього було прийняте рішення про евакуацію з Катеринодару Кубанського Військового уряду та Кубанської ради та похід на з'єднання з генералом Корніловим;
- 4 березня 1918 — отримав чин полковника, й подальша його військова служба тривала в лавах Добровольчої армії та Збройних сил Півдня Росії.

### Громадянська війна
- Учасник 1-го Кубанського (Крижаного) походу Добровольчої армії.
- З 3 травня по 7 червня 1918 — виконував обов'язки начальника штабу Кубанського кінного загону та козацької бригади генерала Покровського.
- 8 червня 1918 — призначений командиром 1-го Кубанського полку[2], на чолі якого 2 серпня 1918 брав участь у визволенні кубанської столиці Катеринодару[3].
- Вересень 1918 — призначений командиром 1-ї кінної бригади у 1-й кінній дивізії барона Врангеля з переводом на Армавірській напрям.
  - 8 листопада 1918 — за бойові відзнаки представлений Врангелем до  чину генерал-майора;[4]
  - 19 листопада 1918 — призначений членом Кубанського крайового уряду з військових справ.
- 1 лютого 1919 — обраний похідним отаманом Кубанського козацького війська.
  - У вересні 1919 — під тиском «самостійників» з уряду П. Курганівського та загостренням політичної боротьби між керівництвом Добровольчої армії та проукраїнської частини Кубанської Ради, пішов у відставку з цих посад і перейшов до резерву ЗСПР.
- з 14 вересня до 11 жовтня 1919 — командир 2-го Кубанського корпусу (змінив на цій посаді генерала Улагая);[5]
  - 11 жовтня 1919 — евакуйований з Сочі до Криму до Російської армії генерала Врангеля.
- В квітні 1920 — брав участь в десанті на Тамань під керівництвом генерал Улагай.
  - з 27 липня до 24 серпня 1920 — Командир 1-ї кавалерійської дивізії Російської армії в Криму.
  - з 09 вересня до 1 жовтня 1920 — Командир Кінної групи (після загибелі генерала Бабієва)
  - 3 жовтня 1920 — поранений під час Задніпровської операції, здав командування генералу Чеснакову.

### Еміграція
- Емігрував з козацькими частинами з Криму до острову Лемнос (Греція), де був обраний отаманом Кубанського козацького війська. Згодом перебрався до Сербії.
- з 1920 до 1958 (38 років) перебував на посаді Військового отамана в Зарубіжжі.
- 1943 — ще перебуваючи в Белграді почав співпрацювати зі спецслужбами III Райху.
- 1944 — виїхав до Німеччини, працював у Головному управлінні козацьких військ вермахту, а пізніше приєднався до Комітету визволення народів Росії генерала Власова. Наприкінці року переїхав до Південного Тиролю (Північна Італія), де змушений був здатися американцям. Через певний час був звільнений й відправився до родини у містечко Кемптен (Баварія). Розслідування його діяльності в Югославії під час німецької окупації та роботи в  Головному управлінні козацьких військ в Берліні тривало кілька місяців. Дізнання не встановило складу злочину в його діях і він отримав дозвіл на виїзд до США.
- 1949 — прибуває пароплавом до США, привіз із собою регалії Кубанського козацького війська та козацький архів. Оселився біля Нью-Йорку.
- 1958 — склав з себе повноваження отамана, займався дослідженнями історії Кубанського козацького війська.
- 30 жовтня 1979 — помер у будинку для літніх людей, який утримувався Толстовським фондом біля Нью-Йорку, США. Похований на цвинтарі Успенського жіночого Новодівєєвського монастиря у Нанует, Нью-Йорк.